# Wysschaja Liga
Die Wysschaja Liga (russisch Высшая лига, deutsch Oberste Liga) war bis 2010 die zweithöchste Eishockeyliga in Russland nach der Kontinentalen Hockey-Liga. Unter der Wysschaja Liga war die Perwaja Liga angesiedelt.

## Geschichte
Bis zum Zerfall der Sowjetunion war die Wysschaja Liga die höchste Spielklasse, die zweitklassige Liga war die Perwaja Liga (russisch Первая лига) und darunter die Wtoraja Liga (russisch Вторая лига). Diese Anordnung wurde 1992 aufgelöst. In der Folge wurde die Austragung der Eishockey-Meisterschaft mehrfach reformiert, so dass die zweite und dritte Spielklasse unter verschiedenen Namen existierte. 1995 wurde die Wysschaja Liga als nun zweite Spielklasse unter der MHL etabliert.
Der Meister der Wysschaja Liga stieg bis zum Ende der Saison 2007/08 in die Superliga, die im Sommer 2008 von der KHL abgelöst wurde, auf, sofern er die wirtschaftlichen Voraussetzungen erfüllte. War dies nicht der Fall, stieg der unterlegene Meisterschaftsfinalist auf, wenn er die Voraussetzungen erfüllte. In beiden Fällen stieg jedoch der letztplatzierte der Superliga ab. Erfüllte keiner der beiden Finalisten die Kriterien, entfiel der Auf- und Abstieg ganz. Seit Beginn der Spielzeit 2008/09 ist der Aufstieg durch die Auflösung der Superliga abgeschafft worden.
Die Liga ist in drei Divisionen aufgeteilt. Die West-Division unterhält, wie die Zentral-Division, elf Mannschaften, während in der Ost-Gruppe zehn Teams spielen, wodurch die Liga eine Gesamtstärke von 32 Klubs aufweist. In jeder Gruppe treten die Mannschaften untereinander vier Mal pro Saison gegeneinander an. Bis 2007 spielten drei kasachische Teams in der Ost-Gruppe, die jedoch nicht zur Teilnahme an den Playoffs berechtigt waren. Erst mit der Aufnahme des HK Sokol Kiew aus der Ukraine zur Saison 2007/08 dürfen nicht-russische Mannschaften an den Playoffs teilnehmen und hatten somit die Möglichkeit, in die Superliga aufzusteigen. Seit 2008 nahmen nur noch zwei kasachische Teams am Spielbetrieb teil, seit 2009 nur noch Kaszink-Torpedo Ust-Kamenogorsk.
Im Sommer 2010 wurde nach der KHL auch die zweite Spielklasse reformiert und in Wysschaja Hockey-Liga umbenannt.

## Mannschaften 2009/10
| - Titan Klin - HK Lipezk - PHK Krylja Sowetow Moskau - Disel Pensa - HK Rys Podolsk - HK Rjasan - HK WMF Sankt Petersburg - HK Sarow - THK Twer - Chimik Woskressensk | - Neftjanik Almetjewsk - Progress Glasow - Ischstal Ischewsk - Toros Neftekamsk - Gasprom-OGU Orenburg - Molot-Prikamje Perm - ZSK WWS Samara - Kristall Saratow - Ariada-Akpars Wolschsk | - Jermak Angarsk - HK Jugra Chanty-Mansijsk - Sauralje Kurgan - Sputnik Nischni Tagil - Juschny Ural Orsk - Gasowik Tjumen - HK Metschel Tscheljabinsk - Kaszink-Torpedo Ust-Kamenogorsk |

## Meister der zweithöchsten Spielklasse
Wysschaja Liga
| - 2010 HK Jugra Chanty-Mansijsk - 2009 Jugra Chanty-Mansijsk - 2008 Chimik Woskressensk - 2007 Torpedo Nischni Nowgorod - 2006 HK Traktor Tscheljabinsk - 2005 HK MWD Twer | - 2004 Molot-Prikamje Perm - 2003 Torpedo Nischni Nowgorod - 2002 HK Sibir Nowosibirsk - 2001 HK Spartak Moskau - 2000 Neftjanik Almetjewsk HK Lipezk | - 1999 Torpedo Nischni Nowgorod - 1998 Neftjanik Almetjewsk - 1997 HK ZSKA Moskau HK Metschel Tscheljabinsk - 1996 SKA Chabarowsk |

Wechselnde Bezeichnungen
- 1995 Neftechimik Nischnekamsk
- 1994 ZSK WWS Samara
- 1993 ZSK WWS Samara